# Lynn megye
Lynn megye az Amerikai Egyesült Államokban, azon belül Texas államban található. Megyeszékhelye és legnagyobb városa Tahoka. Lakosainak száma 5596 fő (2020. április 1.). Lynn megye Lubbock, Garza, Borden, Dawson, Terry, Hockley és Crosby megyékkel határos.

## Népesség
A megye népességének változása:
| Lakosok száma | 5898 | 5882 | 5777 | 5723 | 5724 | 5596 |
|               | 2010 | 2011 | 2012 | 2013 | 2015 | 2020 |